# Josef Čermák (psychiatr)
Josef Čermák (také Joseph Čermák, Joseph Czermak či Josef Czerma; 25. listopadu 1825 Praha – 24. července 1872 Štýrský Hradec) byl český psychiatr.

## Život
Narodil se v rodině lékaře Jana Čermáka (1797–1843) a jeho manželky Josefy Veselé (dcery Ignáce Veselého, milovníka a sběratele obrazů, spoluzakladatele Společnosti vlasteneckých přátel umění). Malíř Jaroslav Čermák a fyziolog Johann Nepomuk Czermak byli jeho bratři. Fyziolog Josef Julius Čermák byl jeho strýc.
Studoval lékařství, nejprve od roku 1844 na univerzitě v Praze, poté od roku 1845 na univerzitě ve Vídni. V roce 1848 získal doktorát lékařství na pražské univerzitě. V roce 1848 získal magisterský titul v porodnictví a v roce 1849 získal v Praze doktorát chirurgie. Poté dělal lékaře ve Všeobecné fakultní nemocnici v Praze. Tam prošel různými odděleními a uvědomil si svůj zájem o psychiatrii. Proto byl v roce 1850 jmenován lékařem v pražském ústavu pro duševně choré. Aby ústavy pro duševně choré uvedl do souladu s tehdejšími poznatky, podnikl v letech 1850 a 1862 rozsáhlé studijní cesty.
V roce 1855 se stal primářem v ústavu pro duševně choré v Brně. Ujal se úkolů v boji s epidemií cholery a jako soudní lékař u krajského soudu a v posádkové nemocnici. Na základě svých praktických poznatků navrhl v roce 1863 novou psychiatrickou léčebnu. Kvůli svým úspěchům byl v roce 1869 povolán do Štýrského Hradce, aby zde navrhl nový státní ústav pro duševně choré (dnes LKH Graz II Standort Süd). Mimořádnou profesuru psychiatrie získal na univerzitě ve Štýrském Hradci dne 9. srpna 1870.
Oftalmolog Wilhelm Czermak a fyzik Paul Czermak byli jeho syny. Egyptolog Wilhelm Czermak a lékař Hans Czermak byli jeho vnuci.

## Dílo (výběr)
- Die mährische Landes-Irrenanstalt bei Brünn, ihre bauliche Einrichtung, Administration, ärztliche Gebahrung und Statistik. Karl Czermak, Wien 1866